# Como un relámpago
Como un relámpago es una película española dirigida por Miguel Hermoso.

## Sinopsis
Pablo (Eloy Azorín), un adolescente de clase alta, vive con su madre Sonia (Assumpta Serna). Un buen día decide buscar a Rafael (Santiago Ramos), su padre, que los abandonó en su niñez, gracias a su vecino descubre que reside en Gran Canaria, y no duda en hacerle una visita, corriendo aventuras al límite, debido a la azarosa vida de su padre.

## Reparto principal
- Santiago Ramos — Rafael Torres[3]
- Eloy Azorín — Pablo
- Assumpta Serna — Sonia Peña

## Premios
- Premio Goya al Mejor actor protagonista para Santiago Ramos
- Colón de Oro del Festival de Cine Iberoamericano de Huelva
- Mejor película, actor (Santiago Ramos) y director (Miguel Hermoso) en el Festival de Cine de Comedia de Peñíscola